# Symfonie nr. 4 (Bruckner)
Symfonie nr. 4 is een compositie van de Oostenrijkse componist Anton Bruckner.

## Ontstaan
De Vierde behoort tot een groep symfonieën die in een korte periode van hypercreativiteit van Bruckner tot stand kwam. Tussen 1872 en 1875 werden de oerversies van de 2e, 3e, 4e en 5e symfonie gecomponeerd. Daarna begon een periode van revisies. De "Urfassung" (eerste versie) van deze Vierde symfonie werd gecomponeerd tussen 2 januari en 22 november 1874. Vier jaar later werden bij een revisie de hoekdelen volledig omgewerkt (de Finale zelfs tweemaal). Het Scherzo werd zelfs volledig opnieuw gecomponeerd (bekend en populair als Jagd-Scherzo).
De finale kreeg in 1879-1880 zijn definitieve vorm: een nieuwe versie Volksfest werd door Bruckner gecomponeerd. Hij verving die later door een deel dat veel van het materiaal van de oorspronkelijke versie in zich had. Die versie wordt als meest geslaagd beschouwd, maar de eerste versie blinkt uit in originaliteit en gewaagdheid.
Tijdens het leven van Bruckner is het twee keer tot een gedrukte editie van deze symfonie gekomen (1881 en 1889). Beide versies wijken af van de beschikbare autografen. De laatst gedrukte versie (1889) bevat met zekerheid correcties die niet van Bruckner stammen.
De uitgave van 1936 door Robert Haas, die zich baseert op deze tweede "Fassung" van 1878-1880, is de basis van het wereldwijde succes van deze veel gespeelde symfonie. In deze versie zijn alle wijzigingen die niet van Bruckner afkomstig zijn, verwijderd. Er bestaan afzonderlijke volledige autografen met data zoals vermeld in de "info-box".
De bijnaam Romantische is door Bruckner zelf gegeven. Ooit gaf hij ook als duiding van het eerste deel: romantisch beeld van een Middeleeuwse stad. Maar hij gaf ook het beeld van een zonsopgang met koolmeesjes na een goede nachtrust.

## Delen
1. Bewegt, nicht zu schnell
2. Andante quasi Allegretto
3. Scherzo: Bewegt
4. Finale: bewegt, doch nicht zu schnell

## Structuur
Bruckner gaf enkele aanwijzingen voor wat men zou kunnen zien als een programma dat past bij de bijnaam “Romantische”. Zoals (1e deel): een ontwakende middeleeuwse stad. Anderen houden het op het abstractere: “woudlyriek” (Höweler) of (finale:) “ontketende natuur” (Harenberg).
- 1 Bewegt, nicht zu schnell

Vredige hoornsignalen (dalende kwinten) tegen een gesuizel van strijkers, waaruit zich via een pastoraal wijsje de eerste climax ontwikkelt. Een speelse melodie in de violen als tweede thema (“etwas gemächlich, ausdrucksvoll”) en een (Höweler: ”Fafner” achtig ) somber motief in de bassen. Na de doorwerking prachtige momenten, zoals een (echt Bruckneriaans) koraal dat zich ontwikkelt uit het eerste hoornmotief en contrapunt van de fluit tegen dat hoornmotief.
- 2 Andante quasi Allegretto

Opent met een treurmarsachtige melodie in de celli. Na signaal-motieven van hoornen en trompetten en een korte koraalachtige episode van de strijkers het neventhema: een lange cantilene (zogenaamde “unendliche melodie”) voor de altviolen, begeleid door con sordino, pizzicato spelende violen.
- 3 Scherzo: Bewegt

Het “Jagd-Scherzo” (volledig nieuw gecomponeerd in de versie van 1878). Er wordt een jachttafereel uitgebeeld: reeksen hoornfanfares. In een van de handschriften: “Tanzweise während der Mahlzeit der Jagd”. Een vriendelijk zingend trio (waarnaar Mahler verwijst in het 3e deel van zijn 2e symfonie.
- 4 Finale: bewegt, doch nicht zu schnell

Dit is het gedeelte waarvan de meeste versies bestaan. In 1878 heeft Bruckner hier een nieuwe versie van het 4e deel gecomponeerd: “Volksfest” en dat na 1880 weer terzijde geschoven. Vanuit pianissimo zich ontwikkelend unisono los brekend hoofdthema Vervolgens een rustiger neventhema, waaruit zich een uitgesponnen vioolcantilene ontwikkelt. In de monumentale coda, met een spanningsvolle lange opbouw van pianissimo tot fortissimo, komt het hoornsignaal waarmee het eerste deel opende weer terug.

## Betekenis
De vierde behoort met de zevende tot de meest gespeelde van de symfonieën van Bruckner. De première betrof de tweede versie. Tijdens het leven van Bruckner werden gedeelten van de eerste versie als onspeelbaar beschouwd. Deze versie werd pas in 1975 gedrukt.
De als "rauwer" beschouwde "eigenlijke" vierde (dus die van de ‘Urfassung’) werd kort na 1975 op de plaat en CD vastgelegd door Michael Gielen en Eliahu Inbal.  De vierde wordt in de ‘Urfassung’ steeds vaker uitgevoerd en opgenomen.
Het wereldwijde succes van deze symfonie berust op de "originalfassung" van Robert Haas uit 1936.
Symfonie in f · Symfonie nr. 1 · Symfonie in d · Symfonie nr. 2 · Symfonie nr. 3 · Symfonie nr. 4 'Romantische' · Symfonie nr. 5 · Symfonie nr. 6 · Symfonie nr. 7 · Symfonie nr. 8 · Symfonie nr. 9